# Església parroquial de Sant Cristòfol (Alcalà de Xivert)
L'església parroquial de Sant Cristófol, localitzada al carrer Sant Josep d'Alcossebre, en el municipi d'Alcalà de Xivert, a la comarca del Baix Maestrat, és un temple catòlic declarat Bé de Rellevància Local, de manera genèrica, segons la Disposició Addicional Cinquena de la Llei 5/2007, de 9 de febrer, de la Generalitat, de modificació de la Llei 4/1998, d'11 de juny, del Patrimoni Cultural Valencià (DOCV Núm. 5.449 / 13/02/2007).
Es va construir, al segle xx, en el mateix lloc on antany va estar la torre de vigilància costanera, que dominava les actuals platges del Carregador, Romana i Fonts; i abans de la construcció de l'actual església, existia una petita ermita en el mateix emplaçament.